# Hvalertunnel
Der  Hvalertunnel  (norwegisch: Hvalertunnelen) ist ein einröhriger Straßentunnel (Unterwassertunnel) zwischen den norwegischen Inseln Asmaløy und Kirkøy in der Kommune Hvaler in der Provinz (Fylke) Østfold. Der Tunnel im Verlauf des Fylkesvei 108 ist 3751 Meter lang.  Der tiefste Punkt befindet sich rund 120 Meter unter der Meeresoberfläche. Im Tunnel ist eine automatische Abschnittskontrolle (SATK) eingebaut. Sie misst die Durchschnittsgeschwindigkeit der Fahrzeuge.